# Cesare Facciani
Cesare Facciani (Torí, 21 de juliol de 1905 - Torí, 29 d'agost de 1938) va ser un ciclista italià, que fou professional entre 1929 i 1933. Va prendre part en els Jocs Olímpics d'Amsterdam de 1928, en què va guanyar la medalla d'or en persecució per equips, fent equip amb Giacomo Gaioni, Mario Lusiani i Luigi Tasselli.

## Palmarès
- 1928
  -  Medalla d'or als Jocs Olímpics d'Amsterdam en persecució per equips
- 1933
  - Vencedor d'una etapa del Giro del Piemont

### Resultats al Giro d'Itàlia
- 1933. 26è de la classificació general